# Sergej Michajlovič Mironov
Sergej Michajlovič Mironov (rusky Сергей Михайлович Миронов, * 14. února 1953 v Puškinu, Leningradská oblast RSFSR) je ruský politik, vůdčí osobnost strany Spravedlivé Rusko. V letech 2001 až 2011 byl předsedou Rady federace, horní komory Ruského parlamentu. Od října 2013 opět vykonává funkci předsedy strany Spravedlivé Rusko, ve které ho před tím na dva roky vystřídal Nikolaj Levičev.

## Život

### Kandidát na prezidenta RF
Byl jedním z kandidátů ve volbách na prezidenta Ruské federace v roce 2004 a 2012.

### Válka na Ukrajině
Mironov byl v dubnu 2014 zařazen na seznam osob postižených sankcemi, protože byl přímo zapojen nebo se nepřímo podílel na vyvolání Krymské krize. Dne 25. července 2014, v době probíhající války na východní Ukrajině, ukrajinské ministerstvo zahraničních věcí iniciovalo vyšetřování Mironova kvůli podezření z finanční podpory ozbrojených povstalců.